# Szalay-Berzeviczy Attila
Szalay-Berzeviczy Attila (Tatabánya, 1972. május 6. –) magyar egyetemi szakközgazdász és fotóművész, a Raiffeisen Bank International AG (Bécs) ügyvezető igazgatója.

## Pályafutása
Szalay-Berzeviczy Attila Kuvaitban, majd Isztambulban folytatott tanulmányok után 1999-ben szerzett pénzügy szakos közgazdász diplomát a Modern Üzleti Tudományok Főiskolán majd 2000 és 2002 között a Budapesti Corvinus Egyetem nemzetközi üzleti és gazdasági kapcsolatok szakirányon másoddiplomázott. Angolul és németül beszél.
1990-től a Budapest Bank munkatársaként közreműködött a pénzintézet értékpapír-letétkezelési üzletágának kiépítésében, majd 23 évesen annak vezetője lett. 1999-től az UniCredit Bank ügyvezető igazgatójaként folytatta pályafutását. 2009-ben a milánói székhelyű UniCredit Group megbízta a teljes bankcsoport globális értékpapír-piaci üzletágának vezetésével. 2011-ben távozott az olasz bankcsoporttól és létrehozta saját vállalkozást, a Szalay-Berzeviczy Pénzügyi Tanácsadó Kft-t, melynek ügyvezetőjeként 2012-ben a Varsói Értéktőzsde elnök-vezérigazgatói főtanácsadója, majd 2013-ban a bécsi Raiffeisen Bank International tanácsadója lett. 2013. november 1-től az osztrák bankcsoport kinevezte az osztrák és a közép-kelet európai értékpapír-piaci üzletágának ügyvezető igazgatójának. Ezt a területet azóta is Bécsből irányítja, ahol a nevéhez fűződik az intézményi befektetőket regionálisan kiszolgáló operációs központ létrehozása, mely azóta is úttörő megoldásnak számít a szakmában.  
2004-ben a Budapesti Értéktőzsde (BÉT) elnökének választották. A vezetése alatt a BÉT egyesült a Budapesti Árutőzsdével, miközben a kormány a tőzsde által előterjesztett számos piacélénkítő intézkedést léptetett hatályba. Nevéhez kötik a magyar nyugdíjrendszer negyedik pillérének, a Nyugdíj Előtakarékossági Számla (NYESZ) rendszerének 2006. évi bevezetését. Ugyanabban az évben első magyarként beválasztották a Federation of European Securities Exchanges (FESE) igazgatóságába. Tőzsdeelnökként a magyar tőzsde függetlenségéért és a partnerségen alapuló közép-kelet-európai tőzsdeintegrációért küzdött; a pozícióból önként távozott, miután 2008 júniusában a Bécsi Értéktőzsde többségi tulajdont szerzett a BÉT-ben.
Híradások szerint 2007-ben az SZDSZ szerette volna felkérni a gazdasági minisztérium irányítására, azonban a kérésre nemet mondott. 2009 márciusában a sajtó arról cikkezett, hogy Gyurcsány Ferenc lemondását követően az ő neve is felmerült miniszterelnök-jelöltként.
A sporthoz (különösen a víváshoz, valamint az öttusához) és az olimpizmushoz való kötődése miatt 2005-ben Magyarország 15 meghatározó vállalatával és több mint 100 közismert személyiséggel közösen létrehozta a Budapesti Olimpiáért Mozgalom (BOM) elnevezésű közhasznú civil egyesületet, melynek elnöke lett. Az egyesület az olimpiai játékok Budapestre hozatalát és az ehhez szükséges pályázati folyamat előkészítését tekintette céljának. 2013-ban Nyúl Sándorral, a TriGránit elnökével és Dr Kulcsár Krisztián, világbajnok vívóval létrehozta a BOM a Magyar Sportért Alapítványt, mely magyar olimpiai reménységeknek a felsőfokú tanulmányait támogatja anyagilag ösztöndíjprogramján keresztül. 2005 és 2012 között a Magyar Vívószövetség alelnöke majd társelnöke volt, valamint tagja volt a Magyar Olimpiai Bizottságnak. 2016 januárjában az Országgyűlés elnökének, Dr. Kövér Lászlónak meghívására tagja lett a Budapest 2024 Pályázati Bizottság Olimpiai Védnökök Testületének, melynek feladata, hogy Los Angelesszel, Rómával és Párizzsal versenyezve Budapestre hozza XXXIII Nyári Olimpiai és Paralimpiai Játékokat. 2016 májusában a Budapest 2024 Pályázati Bizottság elnökének, Dr. Fürjes Balázsnak felkérésére az olimpia projekt nemzetközi nagykövete lett.
Közgazdasági és sportvezetői pályája mellett fotóművészként hivatásszerűen tudósítja a médiát a világ legkülönbözőbb pontjairól, az Antarktisztól a Himaláján át a történelmi jelentőségű helyszínekig, bemutatva sportolók emberfeletti teljesítményét, a hétköznapi emberek mindennapjait és a világ leghíresebb személyiségeinek nagy pillanatait. Képsorozataiból több kiállítás nyílt az elmúlt években, dokumentarista képeit pedig rendszeresen publikálja. Jelenleg is dolgozik az első világháború centenáriuma alkalmából készülő könyvén, mely “A Nagy Háború Nyomában” címmel fog megjelenni 2019-ben.
2008. augusztus 20-án közéleti tevékenységéért Sólyom László A Magyar Köztársasági Érdemrend lovagkeresztjével tüntette ki.

## Családja
A nemesi származású kéméndi Szalay család sarja. Apja báró kéméndi, berzeviczei és kakaslomniczi Szalay-Berzeviczy Gábor (1943), bányamérnök, SZDSZ parlamenti képviselő. A 70-es évektől a 80-as évek végéig a külső elhárítással foglalkozó BM III/II-es Főcsoportfőnökségének informátora. Apai nagyszülei báró kéméndi, berzeviczei és kakaslomniczi Szalay-Berzeviczy Dénes (1917–1953), jogász, jogtanácsosként, és az ősrégi nemesi származású asszonyfalvi Ostffy Éva (1918–1987) asszony, mezőgazdász voltak. Szalay-Berzeviczy Dénes báróné Ostffy Évának a szülei dr. asszonyfalvi Ostffy Lajos (1876–1944), Sopron és Vas vármegye főispánja, jogász, mezőgazdász, politikus, országgyűlési képviselő, és koltai Vidos Katalin (1895–1985) voltak. Az apai nagyapai dédapja báró dr. kéméndi Szalay Gábor (1878–1956), államtitkár, miniszteri tanácsos, posta-vezérigazgató feleségül vette dédanyját, a tekintélyes köznemesi sarjút, berzeviczi és kakaslomniczi Berzeviczy Edit (1880–1957) kisasszonyt, aki után származik a Berzeviczy vezetékneve a családnak; 1916. szeptember 5.-én I. Ferenc József magyar király engedélyezte a névváltoztatást, a két család címeregyesítését, valamint adományozta nekik a Berzeviczy család „berzeviczi és kakaslomniczi” nemesi előneveit. Báró kéméndi Szalay Attilának az ükapja báró kéméndi Szalay Imre (1846–1917), miniszteri tanácsos, a Magyar Nemzeti Múzeum igazgatója, iparművészeti író, a Magyar aki 1912. november 4.-én szerezte meg a bárói címet valamint a „kéméndi” nemesi előnevet I. Ferenc József magyar királytól; Szalay Imre báró felesége Trefort Mária (1860–1891), akinek a szülei Trefort Ágoston (1817–1888), közoktatási és vallásügyi miniszter, és a barkóczi Rosty családból való Rosty Ilona (1826-1870) voltak; Trefort Ágostonné Rosty Ilonának a szülei barkóczi Rosty Albert (1779–1847), Békés vármegye alispánja, földbirtokos, és ehrenberghi Eckstein Anna (1801-1843) voltak.
A Berzeviczy és az Ostffy család leszármazottja. A család hét generációja kilenc országgyűlési képviselőt és minisztert adott az országnak. Felmenői között olyan művészek, politikusok és tudósok vannak, mint Szinyei Merse Pál, Trefort Ágoston, Szalay László és Ostffy Lajos. Ükapja, Berzeviczy Albert a századforduló kiemelkedő egyénisége, a parlament elnöke, az Első Tisza István-kormány kultuszminisztere, a Magyar Tudományos Akadémia elnöke és a Magyar Olimpiai Bizottság alapító elnöke. Édesapja, Szalay-Berzeviczy Gábor 1990 és 2006 között az SZDSZ országgyűlési képviselője, valamint a Medgyessy-kormány gazdasági minisztériumának politikai államtitkára volt. Öccse Szalay-Berzeviczy András a TranzPress Kft fordító cég ügyvezetője és tulajdonosa.

## Írásai
- Tőzsde és olimpia; Sztársport Lapkiadó, Bp., 2004
- Index: A nagy bankrablás
- Index: Az olimpiától az államcsődig
- Hír24: A Nagy Olimpia-döntés
- Népszabadság: Megtakarításaink itthon tartása a tét
- Népszabadság: SOS Wall Street, SOS Világ!
- Népszabadság: Detoxikáló a Titanicon
- Index: Jobban szeretjük a miniszterelnököt, mint a saját pénzünket?
- FigyelőNet: Pannonmocsár hadművelet
- FigyelőNet: A Lehman Brothers emlékére
- Népszabadság: Folytassa, buborék!
- Népszabadság: A szocializmus az euró halála
- Népszabadság: Jövőnk, a budapesti olimpia